# Society of Experimental Test Pilots
Die Society of Experimental Test Pilots (SETP) ist eine internationale Organisation mit Sitz in Lancaster in Kalifornien (USA), die sich dem Thema Flugsicherheit und insbesondere dem Flugversuch verschrieben hat.

## Geschichte
Ein erstes organisiertes Treffen, bei dem 17 Testpiloten der zunächst "Testy Test Pilots Society" genannten Organisation teilnahmen, wurde am 29. September 1955 abgehalten. Gründungsmitglied war unter anderem Scott Crossfield. Bereits beim zweiten Meeting, am 13. Oktober 1955, wurde der Name "Society of Experimental Test Pilots" verwendet.

## Mitglieder
Mitglieder können ausschließlich Testpiloten sein, die eine der anerkannten Testpilotenschulen absolviert haben. Der Verband hat derzeit 2300 Mitglieder aus etwa 30 Ländern (Stand 2008). Die Gründungsidee geht auf ein informelles Treffen einiger Testpiloten am 14. September 1955 zurück. Zahlreiche bekannte Astronauten sind Mitglied der SETP.
Es existieren verschiedene Arten der Mitgliedschaft: Provisional Associate Member, Associate Member, Member, Associate Fellow, Fellow, Corporate Member. Besonders verdiente Testpiloten erhalten den Titel "Honorary Fellow". Darüber gibt es für Förderer noch die Auszeichnung "Friends of the Society".